# Xã Lovejoy, Quận Iroquois, Illinois
Xã Lovejoy (tiếng Anh: Lovejoy Township) là một xã thuộc quận Iroquois, tiểu bang Illinois, Hoa Kỳ. Năm 2010, dân số của xã này là 406 người.